# Хуго II (Бургундия)
Хуго II Миролюбивия (на френски: Hugues II le Pacifique, Hugo II; * 1085, † 1143), малко след 6 февруари) е херцог на Бургундия през 1103 – 1143 г.

## Живот
Той е първият син и наследник на херцог Одо I Борел († 1102) и Сибила († сл. 1103), дъщеря на пфалцграф Вилхелм I от Бургундия.
Хуго II поема регентството още през 1101 г., когато баща му тръгва на Кръстоносния поход от 1101 г. Баща му умира по време на похода и той става негов наследник като херцог.
През 1109 г. Хуго II се бие при крал Луи VI против английския крал Хенри I, след това против императорa на Свещената Римска империя Хайнрих V, който през 1124 г. е нахлул в Шампан.
В неговото херцогство има малко конфликти по времето на неговото управление, заради което той получава допълнителното си име Миролюбивия.

## Фамилия
Той се жени през 1115 г. за Матилда де Майен († сл. 1162), дъщеря на Готие, граф на Майен, и Аделина от Прел. С нея има децата:
- Анжелина (Айгелина) (* 1116; † 1163); ∞ 1130 Хуго I († 1155), граф на Водемон
- Клеменса (* 1117) ∞ Хенри III де Донзи († 1187, Дом Семур)
- Одо II (* 1118; † 27 септември 1162), 1143 херцог на Бургундия; ∞ 1145 Мари от Шампан (* 1128; † 7 август 1190), 1162 – 1165 регентка на Бургундия, 1174 абатеса на Fontevrault, дъщеря на Теобалд, граф на Шампан и Блоа
- Валтер (* 1120; † 7 януари 1180) 1162 – 1163 архиепископ на Безансон, 1163 епископ на Лангрес, пер на Франция
- Хуго Червения (* 1121; † 1171), господар на Навил
- Роберт (* 1122; † 18 август 1140) 1140 епископ на Отун
- Хайнрих (Хенри) (* 1124; † 1170) господар на Флавини, епископ на Отун
- Раймонд (* 1125; † 1156), господар на Гринон и Монпансие
- Сибила (* 1126; † 1150); ∞ 1149 Рожер II († 1154), 1130 крал на Сицилия
- Дуца (* 1128), ∞ Раймонд де Грансе
- Арембурга (* 1132), монахиня
- Матилда (* 1130), ∞ Вилхелм VII, господар на Монпелие